# سبنسر كيلي
سبنسر كيلي (بالإنجليزية: Spencer Kelly)‏ هو مذيع وصحفي بريطاني، ولد في 5 يوليو 1973.

## وصلات خارجية
- سبنسر كيلي على موقع IMDb (الإنجليزية)
- سبنسر كيلي على موقع قاعدة بيانات الفيلم (الإنجليزية)